# Bernard de Senlis
Bernard de Senlis también Herberto de Senlis y Hubert de St. Liz Comte d' Senlis (c. 875-927) fue un noble normando, vasallo de Hugo el Grande. Conde de Beauvais y Senlis. Su nombre sugiere que tuvo conexión con los condes de Vermandois (descendientes de Bernardo de Italia) y parece que la madre de Bernard de Senlis, Bertha [Beatrice] de Morvois (m. 919), pertenecía a la dinastía Vermandois. Un conde Bernardo, probablemente Bernard de Senlis, se nombra en los anales contemporáneos (anno 923) como consobrino o primo germánico por el lado materno de Herberto II de Vermandois. Era primo de Heriberto I de Vermandois y nieto de Pipino de Vermandois.
Aunque la presencia de Hrolf Ganger (Rollon) en Normandía pudo iniciarse de una forma poco formal y ruda en sus inicios con sus vecinos, acabó siendo una relación de mutuo aprecio y respeto con Bernard, quien no solo protegió a Rollon y su familia, sino que fue merecedor de toda la confianza amparando su autoridad.
Bernard de Senlis no era partidario de Luis IV de Francia a quien consideraba un manipulador que se escudaba en Hugo el Grande para lograr sus objetivos. Tras conversaciones con Bernard el Danés logró sembrar la duda y crear una brecha de confianza profetizando que Hugo sería solo una herramienta mientras fuera útil al rey francés quien no cumpliría sus promesas territoriales para concederle la mitad de Normandía. Hugo se negó a traicionar su juramento al rey, pero prometió mantenerse neutral en el conflicto normando. Participó en el rescate de Ricardo I de Normandía de su cautiverio en Laón, con la ayuda de Osmond de Centeville, Yves de Creil y Bernard de Harcourt. Yves de Creil informó a Osmond de Centeville de las intenciones del rey Luis para mutilar o asesinar al joven Ricardo, y fue el mismo Osmond, su tutor, quien lo llevó a la seguridad del castillo de Coucy, en poder de Bernard de Senlis.

## Herencia
Existen indicios que pudo ser padre de Sprota, consorte de Guillermo I de Normandía y madre de Ricardo.